# Omega Centauri

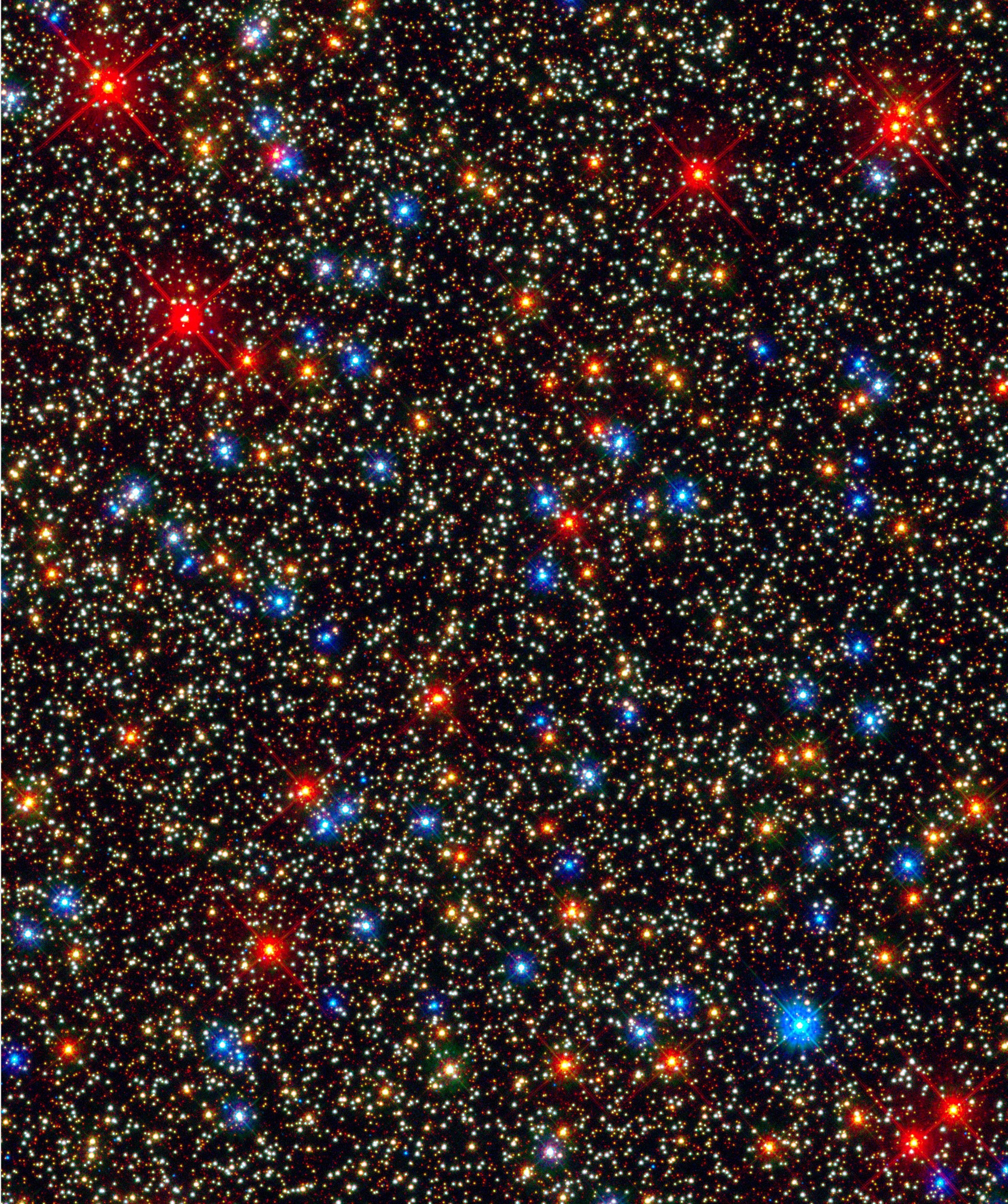
Opname van een klein gedeelte van Omega Centauri gemaakt met Hubbles (destijds nieuwe) WFC3-camera

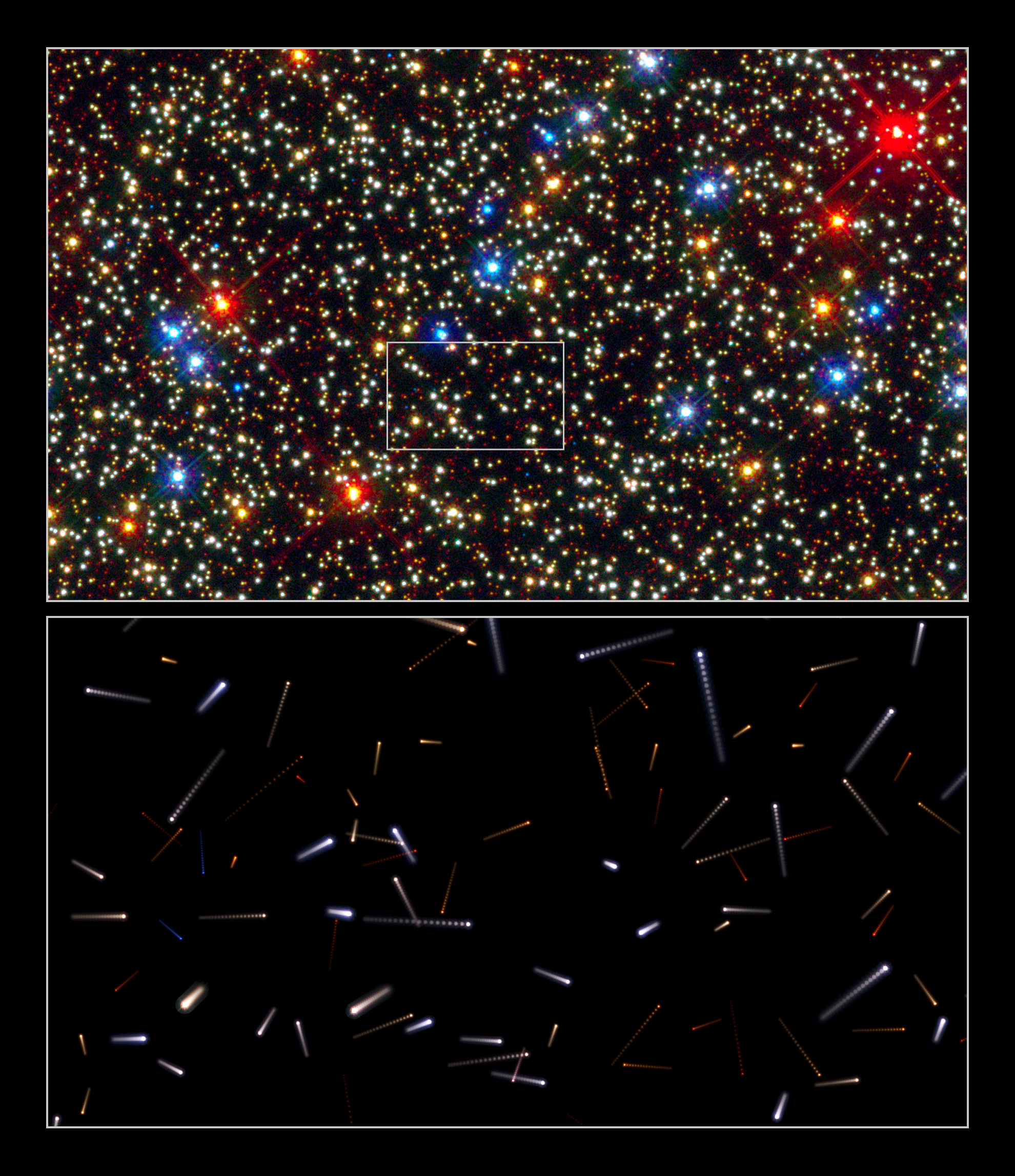
Het centrum van Omega Centauri. Het onderste paneel geeft de toekomstige posities aan van de sterren in het kader in het bovenste paneel. Elke streep geeft de beweging in de komende 600 jaar. De tijd tussen twee stippels is 30 jaar. Oktober 2010.

Omega Centauri, kortweg ω Cen of NGC 5139, is een bolvormige sterrenhoop in het sterrenbeeld Centaur (Centaurus). Het werd in 1677 ontdekt en als een nevelachtig object beschouwd door Edmond Halley. Omega Centauri staat vrij zuidelijk en is niet te zien vanaf de breedte van de Benelux. Als bolvormige sterrenhoop beschouwd is Omega Centauri de helderste en grootste van zijn soort in de halo van de Melkweg en zo helder dat hij in het verleden als ster geclassificeerd is en met het blote oog zichtbaar is. Waarschijnlijk bevat de kern een middelzwaar zwart gat van ca. 8000 zonsmassa's, maar onderzoek daarover heeft nog geen definitief uitsluitsel opgeleverd . Recent onderzoek heeft aanwijzingen opgeleverd dat Omega Centauri wellicht een overblijfsel is van een dwergmelkwegstelsel dat met de Melkweg in botsing kwam.

## Eigenschappen
De afstand van de aarde naar Omega Centauri bedraagt ongeveer 16.000 lichtjaar. De diameter is ongeveer 86 ± 6 lichtjaar. Zijn massa is enkele jaren geleden nauwkeurig bepaald door sterrenkundigen van de Europese Zuidelijke Sterrenwacht (ESO) in Chili. Van 1981 tot 1993 heeft men door spectroscopisch onderzoek snelheden bepaald van meer dan 450 rode reuzen in deze sterrenhoop. Uit de verdeling van de snelheden, gecombineerd met metingen van de sterdichtheid in het stelsel, kon men de totale massa berekenen. Deze blijkt ongeveer vijf miljoen keer de massa van onze zon te bedragen. Dat is vijftig keer zo veel als de gemiddelde bolvormige sterrenhoop die 100.000 zonsmassa's zwaar is. Omega Centauri ligt wat betreft grootte tussen die van gewone bolhopen en de veel grotere dwergstelsels die het Melkwegstelsel begeleiden. In het centrale deel van Omega Centauri staan de sterren naar schatting een kleine 0,1 lichtjaar van elkaar.

## Leids onderzoek aan Omega Centauri (2005)
Omega Centauri bevindt zich – in tegenstelling tot de Aarde – niet in de schijf van de Melkweg, maar net als de andere bolvormige sterrenhopen in de halo. De afstand tot de bolhoop is klein genoeg om er met een telescoop afzonderlijke sterren in te kunnen zien. Dat maakt Omega Centauri een ideale kandidaat voor het bestuderen van de dynamische structuur van stersystemen. Dat was ook de reden voor Glenn van de Ven om Omega Centauri te gebruiken bij zijn onderzoek naar het ontwikkelen van een alternatieve methode om de afstand tot sterren te bepalen. Tot 2005 gebeurde dat meestal nog door uit te gaan van de helderheid van karakteristieke variabele sterren in een cluster ten opzichte van gelijksoortige, maar dichterbij gelegen sterren, waarvan de absolute magnitude bekend is. De basis voor deze schalingsmethode is door Henrietta Leavitt ontwikkeld en al bijna een eeuw in gebruik, maar is gevoelig voor fouten, bijvoorbeeld doordat men een ster per ongeluk verkeerd typeert.
Van de Ven probeerde een andere methode te ontwikkelen, waarbij wordt uitgegaan van de bewegingen van de sterren in het cluster. Omega Centauri was hiervoor een goede kandidaat, aangezien Leidse sterrenkundigen al rond 1930 een aantal foto’s van Omega Centauri hebben gemaakt, en die fotografische platen bewaard zijn gebleven. Eind jaren 1970 zijn dergelijke foto’s nogmaals gemaakt. Toen de fotografische platen van die twee perioden met elkaar werden vergeleken was te zien hoe de positie van de zichtbare sterren in de cluster in de loop van vijftig jaar was veranderd.
Het blijkt dat de sterren in Omega Centauri netjes rond een as roteren. Ze bewegen niet kriskras door elkaar heen, zoals in een bolhoop. Het is deze waarneming die heeft geleid tot de hypothese dat Omega Centauri eerder een dwergsterrenstelsel of het overblijfsel daarvan is dan een gewone bolvormige sterrenhoop.